# حوذان قزم
الحوذان القزم نوع نباتي يتبع جنس الحوذان من الفصيلة الحوذانية.
موطنه الأصلي شمال أوروبا ومناطق شرق جبال الألب. ينتشر أيضاً في جبال روكي في الولايات المتحدة وكندا وفي ألاسكا.